# Патраски залив
Патраски залив (грч. Πατραϊκός Κόλπος) је залив и део источног Јонског мора у оквиру државе Грчке. Залив је добио име по највећој луци у заливу, граду Патрасу. На западу залив се спаја са отвореним морем, док се са истока преко теснаца Рио за њега везује Коринтски залив. Залив је дугачак 40-50 km, а широк 10-20 km, тако да је површина залива 350-400 km². Северну обалу чини Епир, а јужну Пелопонез. Данас су они повезани новим велелепним мостом Рио-Антирио на теснацу Рио, једним од највећих мостова Европе.
На обали залива налази се велики грчки град и лука Патрас на јужној обали. Друга велика лука је Мисолонги на северној обали. Постоје и многе мање луке са бројним рибарским бродовима, пошто је залив богат рибом.

## Историја
Патраски залив је био познат у историји по неколико догађаја:
- Прва Лепатска битка - 1499-1500. г.
- Друга Лепатска битка - 1571. г. (иако је место Лепанто у Коринтском заливу)
- Битка у Патраском заливу - 1940. г.